# Gulyás József (kémikus)
Gulyás József (Szolnok, 1917. január 1. – Budapest, 1979. január 5.) vegyész.

## Életpályája
Egyetemi tanulmányait a budapesti tudományegyetemen vegyészként fejezte be 1942-ben.
Munkáját a Lardoline Kőolajipari Gyárban kezdte, majd 1949-től a növényolajiparban helyezkedett el. Előbb az Albertfalvai Vegyigyárban, 1952-től a Rákospalotai Növényolajgyárban tevékenykedett. 1955 és 1963 között az Élelmezésügyi Minisztérium Növényolajipari Igazgatóságának osztályvezetője volt. 1964-től a Növényolaj ipari és Mosószergyártó Vállalat osztályvezetője és 1971-től haláláig műszaki igazgatója volt.

## Munkássága
Munkásságát főként a nagy olajtartalmú szovjet napraforgómag-fajták hazai bevezetésével, elterjesztésével kapcsolatos úttörő, kezdeményező tevékenysége és az új Martfűi Növényolajgyár előkészítésében, kivitelezésében végzett irányító tevékenysége jellemezte.

## Főbb munkái
- Növényolaj-, mosószer, kozmetikai és háztartásvegyipari táblázatok (Budapest, 1959, 1966)